# Бывшие посёлки городского типа Московской области
Бывшие посёлки городского типа Московской области — посёлки городского типа (рабочие и дачные), потерявшие этот статус в связи с административно-территориальными преобразованиями.

## А
- Абрамцево — пгт с 1952 года. Преобразован в сельский населённый пункт в 2004 году.
- Алабино — пгт с 1939 года. Объединён с деревней Алабино в 2004 году[1].
- Алабушево — пгт с 1960 года. Преобразован в сельский населённый пункт в 2004 году.
- Александровка — пгт с 1928 года. Преобразован в сельский населённый пункт в 1940 году.
- Апрелевка — пгт с 1935 года. Преобразован в город в 1961 году.
- Афанасово-Ольгинский — пгт с 1928 года. Включён в состав пгт Обираловка в 1929 году.

## Б
- Баковка — пгт с 1928 года. Включён в состав города Одинцово в 1965 году.
- Бакшеево — пгт с 1937 года. Преобразован в сельский населённый пункт в 2004 году.
- Балашиха — пгт с 1928 года. Преобразован в город в 1939 году.
- Барыбино — пгт с 1960 года. Включён в состав города Домодедово в 2004 году.
- Белоозерский — пгт с 1968 года. Преобразован в город в 2019 году.
- Белые Столбы — пгт с 1961 года. Включён в состав города Домодедово в 2004 году.
- Бескудниково — пгт с 1938 года. Включён в состав города Москвы в 1960 году.
- Бирюлёво — пгт с 1928 года. Включён в состав города Москвы в 1960 году.
- Битца — пгт с 1939 года. Частично включён в состав Москвы в 1960 году. Преобразован в сельское поселение в 1968 году.
- Болшево — пгт с 1939 года. Включён в состав города Королёв в 2003 году.
- Братовщина — пгт с 1928 года. Упразднён в 1940 году.
- Бутово — пгт с 1938 года. Включён в состав Москвы в 1985 году.

## В
- Вагоноремонт — пгт с 1938 года. Включён в состав города Москвы в 1960 году.
- Венюковский — пгт с 1941 года. Включён в состав города Чехов в 1965 году.
- Вешняки — пгт с 1938 года. Включён в состав города Москвы в 1960 году.
- Верейка — см. Вождь Пролетариата.
- Верея — пгт с 1938 года. Преобразован в сельский населённый пункт в 2002 году.
- Видное — пгт с 1949 года. Преобразован в город в 1965 году.
- Вишняково — пгт с 1938 года. Включён в состав пгт Никольско-Архангельский в 1940 году.
- Вишняковские Дачи — пгт с 1972 года. Включён в состав города Электроугли в 2005 году.
- Вождь Пролетариата — пгт с 1934 года. Переименован в пгт Верейка[2], затем преобразован в деревню в 2001 году[3].
- Возрождение — пгт с 1937 года. Преобразован в город Краснозаводск в 1940 году.
- Воскресенский — пгт с 1934 года. Преобразован в город Воскресенск в 1938 году.
- Востряково — пгт с 1966 года. Включён в состав города Домодедово в 2004 году.
- Высоковский — пгт с 1928 года. Преобразован в город Высоковск в 1940 году.

## Г
- Гидроторф — пгт с 1931 года. Включён в черту рабочего посёлка Шатура в 1933 году.
- Голицыно — пгт с 1962 года. Преобразован в город в 2004 году.

## Д
- Дедовский — пгт с 1928 года. Преобразован в город Дедовск в 1940 году.
- Дзержинский — пгт с 1938 года. Преобразован в город в 1981 году.
- Дирижаблестрой — пгт с 1935 года. В 1938 переименован в Долгопрудный. Преобразован в город в 1957 году.
- Домодедово — пгт с 1938 года. Преобразован в город в 1947 году.
- Дорохово — пгт с 1938 года. Преобразован в сельский населённый пункт в 2005 году.
- Дрезна — пгт с 1925 года. Преобразован в город в 1940 году.
- ДСК «Мичуринец»
- Дубки — пгт с 1938 года. Преобразован в сельский населённый пункт в 2004 году.
- Дулёво — пгт с 1928 года. Объединён с пгт Ликино в пгт Ликино-Дулёво в 1930 году.

## Ж
- Жаворонки — пгт с 1928 года. Преобразован в сельский населённый пункт в 2004 году.
- Железнодорожный — пгт Обираловка с 1928 года. В 1938 переименован в Железнодорожный. Преобразован в город в 1952 году; в 2015 году включен в состав города Балашиха.

## З
- Заветы Ильича — пгт с 1939 года. Включён в состав города Пушкино в 2003 году.
- Западный — пгт с 1966 года. Включён в состав Москвы в 1984 году.

## И
- Ивантеевский — пгт с 1928 года. Преобразован в город Ивантеевка в 1938 году.
- Иваньково — в составе Московской области с февраля 1958 года. Преобразован в город в мае 1958 года.
- Измайлово — пгт с 1935 года. Включён в состав Москвы в 1936 году.
- Имени Михельсона — пгт с 1929 года. Включён в состав города Люберцы в 1934 году.

## К
- Калининский — пгт с 1928 года. Преобразован в город Калининград в 1938 году.
- Калошино — пгт с 1935 года. Включён в состав Москвы в 1939 году.
- Капотня — пгт с 1953 года. Включён в состав Москвы в 1960 году.
- Керва — пгт с 1938 года. Включён в состав города Шатура в 2004 году.
- Киевский — пгт с 1974 года. Включён в состав Москвы в 2012 году.
- Климовский — пгт с 1928 года. Преобразован в город Климовск в 1940 году.
- Клязьма — пгт с 1937 года. Включён в состав города Пушкино в 2003 году.
- Кокошкино — дачный посёлок с 1983 года, включён в состав Москвы в 2012 году.
- Колыберово — пгт с 1934 года. Включён в состав города Воскресенск в 1954 году.
- Колюбакино — пгт с 1938 года. Преобразован в сельский населённый пункт в 2005 году.
- Константиновский — пгт с 1928 года. Включён в состав города Домодедово в 1956 году.
- Косино — пгт с 1938 года. Включён в состав Москвы в 1985 году.
- Костино — пгт с 1938 года. Преобразован в город в 1940 году. Включён в состав города Калининград в 1959 году.
- Котельники — пгт с 1938 года. Преобразован в город в 2004 году.
- Красная Поляна — пгт с 1928 года. Включён в состав города Лобня в 1975 году.
- Красноармейск — пгт с 1928 года. Преобразован в город в 1947 году.
- Красногорск — пгт с 1932 года. Преобразован в город в 1940 году.
- Краснооктябрьский — пгт с 1928 года. Включён в состав Москвы в 1960 году.
- Красный Строитель — пгт с 1946 года. Включён в состав Москвы в 1960 году.
- Красный Ткач — пгт с 1935 года. Переименован в пгт Шувое[2], затем преобразован в посёлок в 2001 году[4].
- Красный Торфяник — пгт с 1931 года. Включён в черту рабочего посёлка Шатура в 1933 году.
- Крюково — пгт с 1938 года. Вошёл в состав города Зеленоград в 1987 году.
- Кубинка — пгт с 1968 года. Преобразован в город в 2004 году.
- Кузьминский — пгт с 1938 года. Включён в состав Москвы в 1960 году.
- Купавна — пгт с 1947 года. Включён в состав города Железнодорожный в 2004 году.
- Куровское — пгт с 1931 года. Преобразован в город в 1952 году.
- Кучино — пгт с 1935 года. Вошёл в состав города Железнодорожный в 1963 году.

## Л
- Ленино — пгт с 1939 года. Включён в состав Москвы в 1960 году.
- Лианозово — пгт с 1938 года. Включён в состав Москвы в 1960 году.
- Ликино — пгт с 1928 года. Объединён с пгт Дулёво в пгт Ликино-Дулёво в 1930 году.
- Ликино-Дулёво — образован в 1930 году. Преобразован в город в 1937 году.
- Лобня — пгт с 1947 года. Преобразован в город в 1961 году.
- Лопасня — пгт с 1951 года. Преобразован в город Чехов в 1954 году.
- Лопатинский — пгт с 1963 года. Включён в состав города Воскресенск в 2004 году.
- Лосино-Петровский — пгт с 1928 года. Преобразован в город в 1951 году.
- Луговая — пгт с 1956 года. Включён в состав города Лобня в 2004 году.
- Луховицы — пгт с 1948 года. Преобразован в город в 1957 году.
- Лыткарино — пгт с 1938 года. Преобразован в город в 1957 году.
- Львовский — пгт с 1959 года. Включён в состав города Подольска в 2015 году.
- Люблинский — образован в 1946 году. Включён в состав Москвы в 1960 году.

## М
- Мамонтовка — пгт с 1937 года. Включён в состав города Пушкино в 2003 году.
- Мещёрский — пгт с 1970 года. Включён в состав Москвы в 1984 году.
- Мичуринец — пгт с 1983 года. Преобразован в сельский населённый пункт в 1995 году.
- Муханово — пгт с 1943 года. Преобразован в сельский населённый пункт в 2004 году.

## Н
- Нагатино — пгт с 1938 года. Включён в состав Москвы в 1960 году.
- Немчиновка — пгт с 1939 года. Преобразован в сельский населённый пункт в 2004 году.
- Никольский — пгт с 1938 года. Включён в состав Москвы в 1960 году.
- Никольско-Архангельский — пгт с 1937 года. Включён в состав города Балашиха в 2003 году.
- Новобратцевский — пгт с 1928 года. Включён в состав города Москвы в 1990 году.
- Ново-Косино — пгт с 1928 года. Включён в состав пгт Косино в 1960 году.
- Ново-Котляковский — пгт с 1939 года. Включён в состав Москвы в 1941 году.
- Ново-Кузьминки — пгт с 1938 года. Включён в состав Москвы в 1960 году.
- Новоподрезково — пгт с 1963 года. Западная часть включена в состав Москвы в 1984 году, восточная — в состав города Химки в 2004 году.
- Ново-Ховрино — пгт с 1938 года. Включён в состав Москвы в 1960 году.

## О
- Оболенск — пгт с 1990 года. Преобразован в сельский населённый пункт в 2020 году[5].
- Одинцово — пгт с 1939 года. Преобразован в город в 1957 году.
- Ожерелье — пгт с 1937 года. Преобразован в город в 1958 году.
- Опалиха — пгт с 1952 года. Включён в состав города Красногорск в 2004 году.
- Очаково — пгт с 1954 года. Включён в состав Москвы в 1960 году.

## П
- Первомайский — до 1961 года назывался Сталинский. Включён в состав города Королёв в 2003 году.
- Переделкино — пгт с 1947 года. Включён в состав Москвы в 1984 году.
- Пески — пгт с 1938 года. Преобразован в посёлок сельского типа в 2017 году.
- Перово Поле — пгт с 1938 года. Включён в состав города Перово в 1941 году.
- Пироговский — пгт с 1928 года. Включён в состав города Мытищи в 2015 году[6].
- Покровка — пгт с 1966 года. Преобразован в сельский населённый пункт в 2004 году.
- Покровское-Глебово — пгт с 1938 года. Включён в состав города Тушино в 1944 году.
- Привокзальный — пгт с 1965 года. Включён в состав города Волоколамска в 2003 году.
- Приокск — пгт с 1994 года. Включён в состав города Ступино в 2004 году.
- Пролетарский — пгт с 1928 года. Преобразован в сельский населённый пункт в 2020 году[5].
- Протвино — пгт с 1965 года. Преобразован в город в 1989 году.
- Пущино — пгт с 1963 года. Преобразован в город в 1966 году.

## Р
- Радовицкий — пгт с 1958 года. Преобразован в сельский населённый пункт в 2004 году.
- Раменки — пгт с 1956 года. Включён в состав Москвы в 1958 году.
- Расторгуево — пгт с 1928 года. Включён в состав города Видное в 1965 году.
- Реутово — пгт с 1928 года. Преобразован в город Реутов в 1940 году.
- Рошаль — пгт с 1928 года. Преобразован в город в 1940 году.
- Рязановский - пгт с 1949 года. Преобразован в сельский населенный пункт (поселок) в 2025 году.

## С
- Сабурово — пгт с 1938 года. Включён в состав Москвы в 1960 году.
- Саввино — пгт с 1925 года. Включён в состав города Железнодорожный в 1960 году.
- Салтыковка — пгт с 1928 года. Включён в состав города Балашиха в 2003 году.
- Северный — пгт с 1952 года. Включён в состав Москвы в 1985 году.
- Семхоз — пгт с 1940 года. Включён в состав города Сергиев Посад в 2004 году.
- Смычка — пгт с 1929 года. Включён в состав города Волоколамска в 1963 году.
- Солнечногорский — пгт с 1928 года. Преобразован в город Солнечногорск в 1938 году.
- Солнцево — пгт с 1938 года. Преобразован в город в 1971 году. Включён в состав Москвы в 1984 году.
- Старая Купавна — пгт с 1931 года. Преобразован в город в 2004 году.
- Старбеево — пгт с 1974 года. Включён в состав города Химки в 2004 году.
- Старые Горки — пгт с 1938 года. Включён в состав пгт Первомайский в 1940 году.
- Стаханово — пгт с 1938 года. Преобразован в город Жуковский в 1947 году.
- Сходня — пгт с 1938 года. Преобразован в город в 1961 году. Включён в состав города Химки в 2004 году.
- Сыровский — пгт с 1958 года. Включён в состав города Подольск в 1959 году.

## Т
- Талалихино — пгт с 2000 года. Преобразован в сельский населённый пункт в 2004 году.
- Текстильщик — пгт с 1928 года. Включён в состав города Королёв в 2003 году.
- Темпы — пгт с 1941 года. Преобразован в сельский населённый пункт в 2002 году.
- Терновский — пгт с 1928 года. Преобразован в город Терновск в 1932 году. Включён в состав города Кашира в 1963 году.
- Трикотажный — пгт с 1938 года. Включён в состав города Тушино в 1944 году.
- Троицкий — пгт с 1928 года. Преобразован в город Троицк в 1977 году.
- Туголесский Бор — пгт с 1937 года. Преобразован в сельский населённый пункт в 2004 году.
- Тушино — пгт с 1934 года. Преобразован в город в 1939 году, включен в состав Москвы в 1960 году.

## Ф
- Фирсановка — пгт с 1939 года. Включён в состав города Химки в 2004 году.
- Фрязино — пгт с 1938 года. Преобразован в город в 1951 году.

## Х
- Химки — пгт с 1937 года. Преобразован в город в 1939 году.
- Хлебниково — пгт с 1928 года. Упразднён в 1935 году.
- Хотьково — пгт с 1938 года. Преобразован в город в 1949 году.

## Ч
- Челюскинский — пгт с 1938 года. Включён в состав пгт Черкизово в 1940 году.
- Черёмушки — пгт с 1938 года. Включён в состав Москвы в 1958 году.
- Черноголовка — пгт с 1975 года. Преобразован в город в 2001 году.
- Чкаловский — пгт с 1951 года. Включён в состав города Щёлково в 1959 году.
- Чоботы — пгт с 1948 года. Включён в состав Москвы в 1984 году.

## Ш
- Шатура — пгт с 1928 года. Преобразован в город в 1936 году.
- Шатурторф — пгт с 1937 года. Преобразован в сельский населённый пункт в 2004 году.
- Шереметьевский — пгт с 1939 года. Включён в состав города Долгопрудный в 2003 году.
- Шувое — см. Красный Ткач.

## Щ
- Щербинка — пгт с 1938 года. Преобразован в город в 1975 году.
- Щурово — пгт с 1930 года. Преобразован в город в 1947 году. Включён в состав города Коломны в 1960 году.

## Э
- Электровоз — пгт с 1934 года. Преобразован в город Ступино в 1938 году.
- Электропередача — пгт с 1928 года. Преобразован в город Электогорск в 1946 году.
- Электросталь — пгт с 1928 года. Преобразован в город в 1938 году.
- Электроугли — пгт с 1935 года. Преобразован в город в 1956 году.

## Ю
- Юдино — пгт с 1928 года. Преобразован в сельский населённый пункт в 1940 году.

## Я
- Яхрома — пгт с 1928 года. Преобразован в город в 1940 году.